# Wiązówka (województwo mazowieckie)
Wiązówka – wieś sołecka w Polsce położona w województwie mazowieckim, w powiecie płockim, w gminie Wyszogród.
W latach 1975–1998 miejscowość należała administracyjnie do województwa płockiego.